# Andrzej Antczak
Andrzej Antczak – polski leśnik, doktor habilitowany nauk rolniczych, profesor w Szkole Głównej Gospodarstwa Wiejskiego w Warszawie, specjalista od drzewnictwa oraz chemii drewna.

## Kariera naukowa
W 2005 roku na Wydziale Chemicznym Politechniki Warszawskiej uzyskał tytuł magistra inżyniera na kierunku technologia chemiczna. W 2010 roku na Wydziale Technologii Drewna Szkoły Głównej Gospodarstwa Wiejskiego w Warszawie, uzyskał stopień doktora nauk rolniczych w zakresie drzewnictwa na podstawie rozprawy pt. Wpływ substancji stabilizujących na degradację celulozy drewna sosny zwyczajnej (Pinus sylvestris L.), której promotorem była Donata Krutul. W 2005 roku został zatrudniony na tejże uczelni, a w 2019 roku uzyskał na jej Wydziale Technologii Drewna stopień doktora habilitowanego nauk rolniczych w dyscyplinie nauk leśnych na podstawie pracy pt. Badanie profilu cukrów w drewnie jesionu wyniosłego (Fraxinus excelsior L.) i biomasie lignocelulozowej szybko rosnących gatunków topoli (Populus sp.).